# NGC 403
NGC 403 è una galassia lenticolare situata nella costellazione dei Pesci.
Fu scoperta il 29 agosto 1862 da Heinrich d'Arrest.